# Stortjärnen (Ströms socken, Jämtland, 710991-147165)
Stortjärnen är en sjö i Strömsunds kommun i Jämtland och ingår i Ångermanälvens huvudavrinningsområde.